# Денам Спрингс (Луизијана)
Денам Спрингс (енгл. Denham Springs) град је у америчкој савезној држави Луизијана.

## Демографија
По попису из 2010. године број становника је 10.215, што је 1.458 (16,6%) становника више него 2000. године.
| Група             | 2000.         | 2010.         |
| Белци             | 7.348 (83,9%) | 8.099 (79,3%) |
| Афроамериканци    | 1.166 (13,3%) | 1.525 (14,9%) |
| Азијати           | 59 (0,7%)     | 54 (0,5%)     |
| Хиспаноамериканци | 78 (0,9%)     | 422 (4,1%)    |
| Укупно            | 8.757         | 10.215        |